# Satanicpornocultshop
Satanicpornocultshop ist eine experimentelle Band aus Japan, die nach Auflösung der Band Magicpornocultshop im März 1996 von Takuya Karusawa gegründet wurde und bis Anfang der 2010er Jahre Musik im „assemblage-style“ kreierte, welcher eine Vielzahl an musikalischen Stilen und Techniken vereint. Die Band machte bis 2002 überwiegend Bricolage und ab 2002 auch Bricolage Hip-Hop welcher sich stark an den Theorien von Claude Lévi-Strauss orientierte. Ab 2010 begann sich die Gruppe, sich vorwiegend auf die Genres Juke und Footwork zu fokussieren, welche stark von der Musikszene in Chicago inspiriert wurden.

## Geschichte
Takuya Karusawa war bis 2002 das einzige feste Mitglied der Band und arbeitete anfangs unter den Pseudonymen Alan Folkroe und DJ Gammehuche. Die ersten Veröffentlichungen der Band waren alle Teil von Kompilationen. Kurz nachdem Franz Eto die Band Magicpornocultshop 1996 verließ und Takuya Karusawa die Band Satanicpornocultshop gründete, wurde die Kompilation Love Sonic Strategy 4 mit dem ersten Titel der Band Beyond the Table auf dem Label Subject Records veröffentlicht. Noch im selben Jahr folgte der Track Circus Zombies auf der Kompilation Bubbler than Moviestars und im darauffolgenden Jahr Smooth Rage Pakeler Dat Cubic, erschienen auf der Music for Strange Lovers Kompilation. Ebenfalls 1997 wurde der Song 13music auf dem QK Record Promo Album A Record of Tropic Heads veröffentlicht. 1998 wurde dann der Track Skin # GirlOnTheMotrecycleMIX auf der Kompilation The Garden Of Nu NuLAX NuLAN veröffentlicht, welche auf dem namensgebenden Label Nu NuLAX NuLAN erschien. Nu NuLAX NuLAN wurde 1996 ins Leben gerufen, um Musik zu veröffentlichen, die musikalisch nicht zum Stil des Subject Records Labels passte.
1998 folgte das erste Studioalbum der Band Nirvana or Lunch?, welches unveröffentlichte Lieder der Band Bossa Bosa als Remixe enthielt. Das darauffolgende Album Baltimore 1972 war stark an den Film Pink Flamingos von John Waters angelehnt und enthielt Songs der Band, die bereits 1994 und 1995 als Demos existierten.
In 2002 wurden mit der Veröffentlichung des Albums Ugh Yoing die beiden Pseudonyme Alan Folkroe und DJ Gammehuche fallen gelassen, um auf einen neuen Sound, der nun eher Hip-Hop und Glitch Hop orientiert war, aufmerksam zu machen, der aber immer noch Elemente des Bricolage aufwies. Takuya Karusawa benutzte danach das Pseudonym „Ugh Yoing“ und die Band bestand nun aus DJ Chola, *S, Vinylman und Ugh Yoing.
2003 wurde dann das nächste Album Anorexia Gas Balloon veröffentlicht, Zap Meemes folgte 2005. Mit der Veröffentlichung von Anorexia Gas Balloon trat nun auch Lisa Tani, welche Teil der Band Bossa Bosa war, offiziell der Band bei. Zu dieser Zeit begann auch Satanicpornocultshops erste Tour in Europa und es kam zu einer Zusammenarbeit mit dem polnischen Label Vivo. 2005 kam dort das Album Orochi under the straight edge leaves, dann 2006 die .aiff Skull EP und 2008 das Album Takusan no Ohanasan heraus.
In 2010 veröffentlichte die Band das Album Arkhaiomelisidonophunikheratos auf dem Some Bizzare Records Label.
Am 8. August 2018 starb der Gründer der Band Takuya Karusawa an einer Krebserkrankung.

## Auszeichnungen
Die Band gewann 2006 die Digital Music Honorary Mention vom Prix Ars Electronica und erhielten im gleichen Jahr auch den Qwartz Award.

## Mitglieder

### Aktuelle Mitglieder
- Vinylman – DJ (2001 – heute)
- esreko – Elektoniks, Shehnai (2002–2013, 2018–heute)
- Frosen Pine – Gitarre, MC, DJ (2006–heute)[31]
- Takayoshi Ikeguchi – VJ (2013–heute)[32]
- Miyuki Nakagaki – Gesang (2018–heute)[33]

### Ehemalige Mitglieder
- DJ*Gammehuche, Alan Folkroe – Elektronik, Gesang, Gitarre, DJ (1997–2002), Pseudonyme die Takuya Karusawa bis 2002 verwendete
- Ugh Yoing – DJ, MC, Gesang, Gitarre (2002–2018)
- DJ Chola, Meu-Meu, Meulien – Gesang, VJ, Maultrommel, Puppenspiel (live) (2002–2005)
- Lisa Tani – Gesang (2003–2010)
- Liftman – Synthesizer, Keyboard (2006–2010)
- Akumadaikon – Electronik (2010–2022)[34]